# Organické sloučeniny mědi

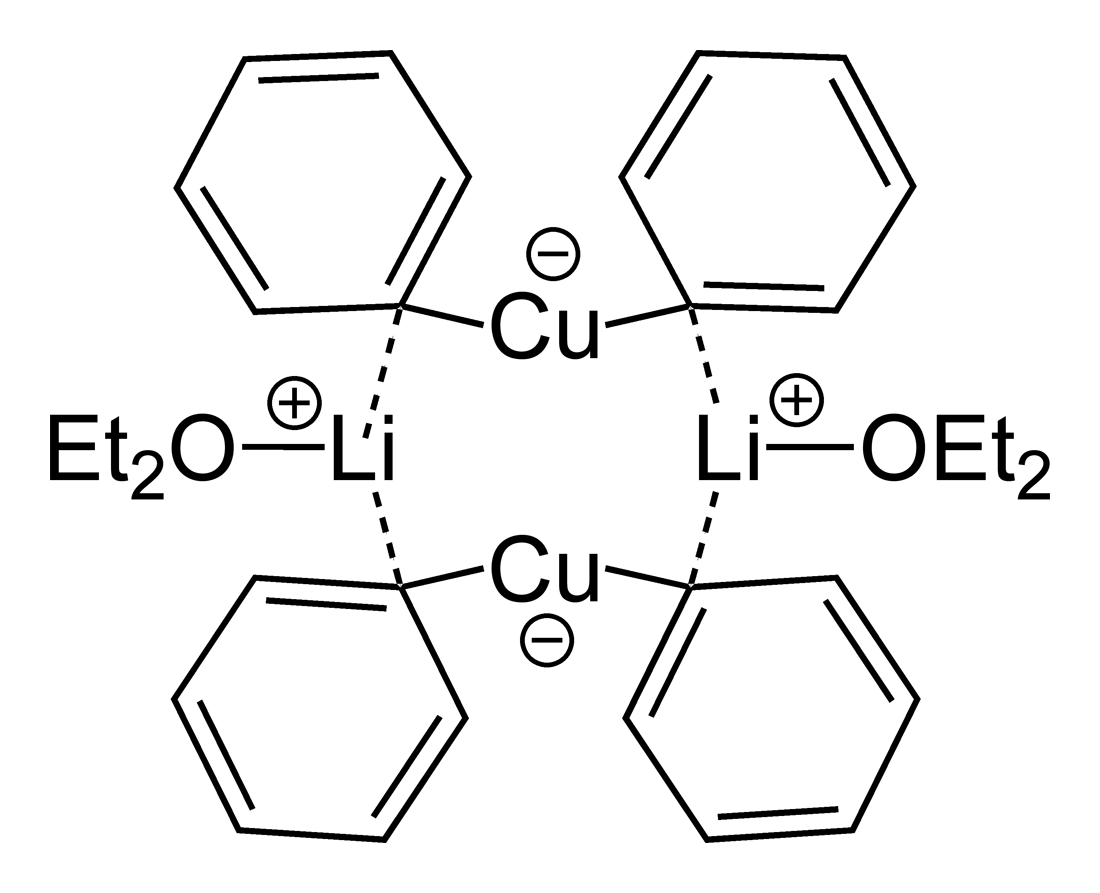
Strukturní vzorec dimeru etherátu difenylměďnanu lithného

Organické sloučeniny mědi jsou organokovové sloučeniny obsahující vazby mezi atomy uhlíku a mědi. Používají se jako reaktanty v organické chemii.
První připravenou sloučeninou z této skupiny byl výbušný acetylid měďný, Cu2C2 (Cu-C≡C-Cu), v roce 1859 jej připravil Rudolf Christian Böttger reakcí acetylenu s roztokem chloridu měďného:
C2H2 + 2 CuCl → Cu2C2 + 2 HCl

## Struktura
Organické sloučeniny mědi jsou značně různorodé ve struktuře i reaktivitě, jsou však mnohdy omezeny tím, že měď zde obvykle mívá oxidační číslo I, označované také Cu+. Jako d10 komplexy jsou organoměďné sloučeniny podobné obdobným sloučeninám Ni0, ovšem vzhledem k vyššímu oxidačnímu číslu kovu se méně zapojují do vazeb pí. Organické sloučeniny Cu2+ a Cu3+ se vyskytují jako meziprodukty některých reakcí, ovšem málokdy je lze izolovat, někdy ani nejsou pozorovatelné. Z hlediska geometrie mívají měďná centra symetrické struktury. Obvykle zaujímají jednu z těchto tří koordinačních geometrií: lineární 2-koordinovanou, trigonální 3-koordinovanou nebo tetraedrickou 4-koordinovanou. Organoměďné sloučeniny vytváří komplexy s mnoha měkkými ligandy, jako jsou alkylfosfiny (R3P), thioethery (R2S) a kyanidy (CN−).

## Jednoduché komplexy s CO, alkeny a Cp
Měďné soli mohou, i když jen slabě, reagovat s oxidem uhelnatým (CO), jako příklad lze uvést komplex CuCl(CO), jenž je polymerní. Na rozdíl od běžných karbonylů kovů v nich nejsou tak silné vazby pí.

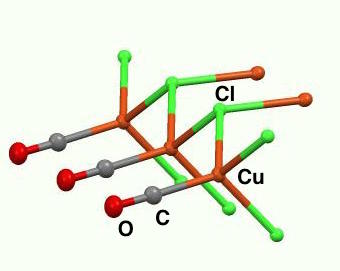
Část struktury CuCl(CO). U tohoto koordinačního polymeru jsou Cu centra tetraedrická a propojena chloridovými trojitými můstky.

Alkeny se rovněž vážou na měďné sloučeniny, i když i zde jde obvykle o slabé vazby. Navazování ethenu na Cu v bílkovinách má takový význam v biologii rostlin, že se ethen řadí mezi rostlinné hormony. Přítomnost ethenu, detekovaná Cu-proteiny, ovlivňuje zrání a řadu dalších procesů.
I když měď nevytváří metalocen, tak lze získat její polosendvičové sloučeniny, například (η-cyklopentadienyltriethylfosfin)měď.

## Alkylové a arylové sloučeniny

### Alkyl- a arylměďné sloučeniny
Měďné halogenidy reagují s organolithnými sloučeninami za vzniku příslušných organoměďných sloučenin. Tuto oblast rozvinul Henry Gilman, když v roce 1936 popsal methylměď. Fenylměď lze připravit reakcí fenyllithia s bromidem měďným v diethyletheru. Místo organolithných lze použít i
Grignardova činidla.
Gilman také zkoumal dialkylměďnany. Tyto látky je možné získat spojením dvou ekvivalentů RLi s měďnými solemi, případně z oligomerních neutrálních organoměďných sloučeni reakcemi s jedním ekvivalentem organolithného činidla.
Sloučeniny typu [CuRn](n−1)− reagují s kyslíkem a s vodou za vzniku oxidu měďného. Také bývají tepelně nestálé, což lze využít při některých reakcích. Vzhledem k těmto vlastnostem se organoměďné sloučeniny často připravují in situ bez toho, aby byly izolovány. Využití mají v organické syntéze jako alkylační činidla, protože mohou být použity se širším rozmezím funkčních skupin než Grignardovy a organolithné reaktanty. Elektronegativita je mnohem vyšší než u sousedního prvku 12. skupiny, zinku, což omezuje nukleofilitu jejích uhlíkatých ligandů.
Měďné soli vytvářejí s koncovými alkyny acetylidy.
Alkylhalogenidy reagují s organoměďnými sloučeninami za obrácení konfigurace, u alkenylhalogenidů se ovšem konfigurace substrátu zachovává.
Takto reagují organoměďné sloučeniny s arylhalogenidy:
{\displaystyle {\begin{aligned}{\ce {{ArX}+ (Ar')2CuLi}}\ &{\ce {<=> {ArAr'CuLi}+ Ar'X}}\\{\ce {2ArAr'CuLi}}\ &{\ce {<=> {(Ar)2CuLi}+ (Ar')2CuLi}}\\{\ce {{ArAr'CuLi}+ O2}}\ &{\ce {-> Ar-Ar'}}\end{aligned}}}

#### Struktura
Alkylové a arylové komplexy vytvářejí v krystalové podobě i v roztocích shluky. Tento jev je obzvláště patrný u sloučenin bez elektrického náboje, například těch se stechiometrickým vzorcem typu RCu, jež mají cyklické struktury. Protože musí být na každý atom mědi navázány alespoň dva ligandy, tak organická skupina vytváří můstek; to lze ukázat na struktuře mesitylmědi, jež tvoří pentamer. Cyklickou strukturu má také CuCH2SiMe3, první 1:1 organoměďná sloučenina zkoumaná rentgenovou krystalografií (v roce 1972). Tato sloučenina je poměrně stabilní, protože objemné trimethylsilylové skupiny vytváří tabilizující sterické efekty. Sloučenina vytváří tetramer v podobě osmičlenného kruhu se střídáním vazeb Cu-C. Čtveřice atomů mědi zde zaujímá rovinné uspořádání založené na tricentrických dvouelektronových vazbách. Vzdálenost mezi sousedními atomy Cu je 242 pm, tedy méně než u elementárního kovu (256 pm). U pentamesitylpentamědi se vytváří pětičlenný kruh, podobný (2,4,6-trimethylfenyl)zlatu, a pentafluorfenylměď je tetramerní.
Dimethylměďnan lithný je v diethyletherovém roztoku dimerní s  osmičlennou cyklickou strukturou se dvěma atomy lithia spojujícími dvojici methylových skupin. Podobně vytváří dimethylměďnan lithný v pevném skupenství dimerní etherát, [{Li(OEt2)}(CuPh2)]2.

### Alkyl- a arylmědité sloučeniny
Jinak vzácně se vyskytující měď v oxidačním čísle III se objevuje při konjugované adici Gilmanových činidel na enony.
Experimentem s NMR s rychlým vstřikováním při −100 °C bylo Gilmanovo činidlo Me2CuLi (stabilizované jodidem lithným) zavedeno do cyklohexenonu (1), což umožnilo detekci komplexu Cu— alken 2. Po přidání trimethylsilylkyanidu se vytvořila měditá sloučenina 3 (neomezeně stálá za dané teploty) a po zvýšení teploty na −80 °C se vytvořil produkt konjugované adice 4. Podle in silico experimentů má mít tento meziprodukt čtvercovou rovinnou geometrii s kyanoskupinami v poloze cis oproti methinové skupině cyklohexenylu a antiparalelní vůči methinovému protonu. S jinými ligandy než je kyanoskupina by podle této studie měly vznikat mědité sloučeniny stabilní za pokojové teploty.

## Reakce organoměďnanů

### Párovací reakce
Při oxidačních párováních se přeměňují acetylidy v Glaserově párování na konjugované alkyny nebo v Castrově–Stephensově párování na arylhalogenidy.
Při redukčních párováních, k jakým patří například Ullmannova reakce, reagují arylhalogenidy se stechiometrickým množstvím mědi, jako příklad lze uvést dekarboxylační párování, kde katalytické množství Cu+ odštěpuje karboxylové skupiny za vzniku arylměďných (ArCu) meziproduktů, současně palladiový katalyzátor přeměňuje arylbromid na organopalladnatý meziprodukt (Ar'PdBr) a pak po transmetalaci z ArPdAr' vznikne biaryl.
Použitými látkami jsou uhličitan draselný (zásada) methylpyrrolidon (rozpouštědlo), acetylacetonát palladnatý a jodid měďný (katalyzátory) a fenantrolin (ligand). Používají se také molekulová síta (na obrázku jako MS)
Neutrální redoxní párování jsou reakce, kdy se spojují koncové alkyny s halogenalkyny za přítomnosti měďné soli; například Cadiotovo–Chodkiewiczovo párování. Lze také provést tepelná párování dvou organoměďných sloučenin.

#### Křížové párovací reakce
Před objevem křížových párování katalyzovaných palladiem byly převážně používány katalyzátory založené na mědi. S palladiem jsou reakce rychlejší a selektivnější. používají se však také Cu katalyzátory, protože jsou levnější a také šetrnější k životnějšímu prostředí.
Reakce R2CuLi s alkylhalogenidy R'-X probíhají takto:
R2CuLi + R'X → R-R' + CuR + LiX
Součástí mechanismu reakce je oxidační adice alkylhalogenidu na měďnou sloučeninu za vzniku měditého meziproduktu, poté následují redukční eliminace a nukleofilní atak, jenž je krokem určujícím rychlost. Pro substituci jodidem byl navržen mechanismus založený na jednoelektronovém přesunu.
{\displaystyle [{\ce {R}}{-}{\color {Blue}{\ce {Cu}}}{\ce {-R}}]^{-}{\ce {Li+}}\ {\xrightarrow {\color {Red}{\ce {R'-X}}}}\ \left[{\ce {R}}{-}{\overset {{\displaystyle \color {Red}{\ce {R}}'} \atop |}{\underset {| \atop {\displaystyle \color {Red}{\ce {X}}}}{\color {Blue}{\ce {Cu}}}}}{\ce {-R}}\right]^{-}{\ce {Li+}}{\ce {->R}}{-}{\color {Blue}{\ce {Cu}}}+{\ce {R}}{-}{\color {Red}{\ce {R'}}}+{\ce {Li}}{-}{\color {Red}{\ce {X}}}}
Této reakce se může účastnit mnoho různých elektrofilů ; reaktivita klesá v této řadě:acylchloridy > aldehydy> tosyláty ~ epoxidy > jodidy > bromidy > chloridy > ketony > estery > nitrily >> alkeny
Tento mechanismus je podobný jako u reakcí katalyzovaných palladiem, rozdíl spočívá v tom, že u mědi nastává jednoelektronový přenos.

### Karbokuprace
Karbokuprace jsou nukleofilní adiční reakce organoměďných sloučenin (R-Cu) s acetylenem nebo koncovými alkyny za tvorby alkenylměďných produktů (RC=C-Cu);
Jedná se o zvláštní případ karbometalace, nazývaný také Normantova reakce.

## Syntetická využití
- Chanovy–Lamovy reakce umožňují vytvářet vazby uhlík-heteroatom v aromatických sloučeninách. Jedná se o párování boronových kyselin a organostannanů nebo siloxanů se substráty obsahujícími skupiny NH- nebo OH-.
- Ulmannovy reakce jsou reakce arylhaliogenidů řízené mědí. Dělí se do dvou druhů:
  - Syntézy symetrických biarylových sloučenin
  - nukleofilní aromatické substituce
- Sonogaširova reakce, proces, při němž se používá měď i palladium a spojují se aryl- a/nebo vinylhalogenidy s koncovými alkyny.

Tepelné dimerizace probíhají za přítomnosti hydridů mědi, přičemž se zachovává konfigurace organoměďné sloučeniny.
Oxidační dimerizace spočívají v oxidacích dialkylměďnanů na neutrální diakylměďnaté meziprodukty, jež se následně rozkládají na výsledné alkylalkylové dimery. Tato reakce je z hlediska organoněďné sloučeniny i substrátu prvního řádu a dochází při ní k obrácení stereochemie. Mechanismus je pravděpodobně typu SN2.

### Redukční činidla
Jako redukční činidla se občas používají hydridy mědi, například Strykerovo činidlo, [(PPh3)CuH]6, které redukuje α,β-nenasycené karbonylové sloučeniny.
Buchwaldova reakce je asymetrická redukce aktivovaných alkenů katalyzované mědí. Reaktant se připravuje na místě z měďného komplexu NHC. Zdrojem hydridu je zde silan.

Mědí byla také katalyzována syntéza Z-fluoralkenových izosterů dipeptidů. Za účelem zlepšení selektivity této reakce byly použity oxidačně-redukční podmínky. Fluorid funguje jako odstupující skupina a zvyšuje regioselektivitu při přeměně Z-fluoralkenu.

### Cu alkylace
Alkylační reakce organoměďných sloučenin jsou obvykle gama-alkylace. Cis-gama atak probíhá, v důsledku sterických efektů, nejlépe u cyklohexylkarbamátu. Reakce je výhodná, pokud se provádí v etherových rozpouštědlech.
Tento postup je velmi účinný u oxidačních párování aminů s alkyl- (například terc-butyl-) a arylhalogenidů.

### Vicinální funkcionalizace
Jsou popsány vicinální funkcionalizace spojením karbokupračních reakcí a Mukaijamových aldolových adicí.
Byla mimo jiné popsána vicinální funkcionalizace α,β-acetylenových esterů karbokuprační reakcí s Mukaijamovou aldolovou adicí, při níž převažuje tvorba Z-aldolu.